# دينيس جوزيف كامينغز
دينيس جوزيف كامينغز (بالإنجليزية: Denis Joseph Cummings)‏ هو ضابط شرطة نيوزيلندي، ولد في 16 مايو 1885، وتوفي في 31 مارس 1956.